# Avrelija
Avrelija je žensko osebno ime.

## Izvor imena
Ime Avrelija izhaja iz latinskega imena Aurelia, ki je ženska oblika moškega latinskega imena Aurelius. Ime povezujejo z latinskim pridevnikom aureus v pomenu besede »zlat«. Sicer pa je ime nastalo po starorimskem rodu Avrelijcev.

## Različice imena
- ženske različice imena: Aranka, Aure, Aurea, Avrea, Avreja, Aurelia, Aurelija, Avrelja, Avrelija, Zlata, Zlatica, Zlatka
- moške različice imena: Aurel, Aurelijo, Aurelio, Avrelij, Avrelijo, Avrelio, Avreljo
- pomensko sorodno ime: Zlata

## Tujejezikovne različice imena
- pri Angležih, Italijanih, Nemcih, Poljakih, Špancih: Aurelia
- pri Madžarih, Slovakih: Aurélia
- pri Francozih:  Aurélie

## Pogostost imena
Po podatkih Statističnega urada Republike Slovenije je bilo na dan 31. decembra 2007 v Sloveniji število ženskih oseb z imenom Avrelija: 77.

## Osebni praznik
V koledarju je ime Avrelija zapisano skupaj z imenom Zlata; god praznuje 25. septembra (Avrelija, mučenka in devica iz južne Italije) ali pa 15. oktobra (Avrelija, devica iz Strassburga, † 15. okt. v 6. stoletju).

## Zanimivost
- Avrelija je tudi ime asteroida.